# Девушка из банка
Девушка из банка (пол. Zbrodniarz i panna) — польский детективный фильм режиссёра Януша Насфетера 1963 года. Имеет ограничение по возрасту «16+». Оригинальное название фильма «Преступник и девушка».

## Сюжет
Однажды происходит дерзкое ограбление инкассаторской машины, где в живых остаётся только одна девушка-кассир Малгожата. И лишь она может опознать преступника. Малгожата помогает капитану милиции Яну Зентеку, своему новому другу, в расследовании преступления…

## В ролях
- Эва Кшижевская — Малгожата Маковская
- Збигнев Цибульский — капитан Ян Зентек
- Эдмунд Феттинг — Каплинский, поручик милиции
- Пётр Павловский — Рогульский
- Густав Люткевич — инженер Тадеуш Врублевский
- Адам Павликовский — Генрик Завадский
- Мечислав Милецкий — полковник
- Игнаций Маховский — Шиманский
- Эва Вишневская — Мария Клосек
- Хелена Гроссувна — руководитель отеля